# Cusiala stipitaria
Cusiala stipitaria är en fjärilsart som beskrevs av Charles Oberthür 1880. Cusiala stipitaria ingår i släktet Cusiala och familjen mätare. Inga underarter finns listade i Catalogue of Life.